# Elacatinus nesiotes
Elacatinus nesiotes és una espècie de peix de la família dels gòbids i de l'ordre dels perciformes.

## Morfologia
Els mascles poden assolir els 2,3 cm de longitud total.

## Distribució geogràfica
Es troba al Pacífic oriental central.